# Thiekesiedlung
Die Thiekesiedlung ist ein Wohnplatz der Gemeinde Schönefeld im Landkreis Dahme-Spreewald in Brandenburg.
Der Wohnplatz liegt im nördlichen Teil der Gemarkung und grenzt im Norden an das Land Berlin. Er besteht im Wesentlichen aus Wohnbebauung, die sich westlich und östlich an die Waltersdorfer Chaussee anschließt, die in Nord-Süd-Richtung durch den Wohnplatz führt und diesen auch erschließt. Von ihr zweigen westlich der Notteweg, die Dahmestraße sowie der Löcknitzweg ab; im Osten der Meisenweg sowie die Friedensstraße. Westlich führt die Bundesautobahn 113 am Wohnplatz vorbei.
In einer Zeittafel der Gemeinde Schönefeld erscheint die Thiekesiedlung erstmals im Jahr 1932. Die Siedlung wurde im Jahr 1950 nach Schönefeld eingemeindet.